# Bahnhof Ljubljana

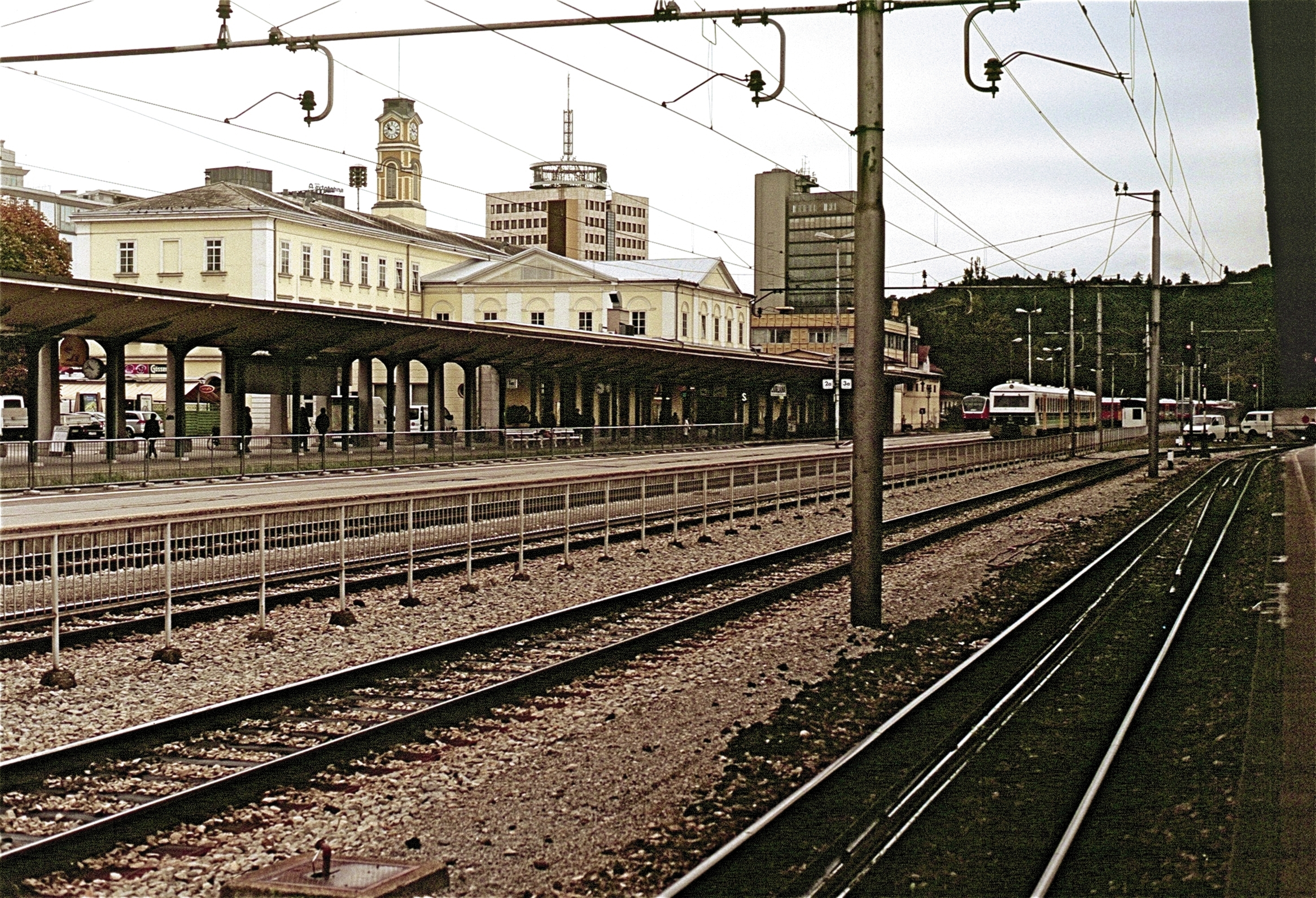
Gleisseite des Empfangsgebäudes (2006)

Der Bahnhof Ljubljana (slowenisch Železniška postaja Ljubljana) ist der größte Bahnhof der slowenischen Hauptstadt Ljubljana und Kreuzungspunkt an der zweigleisigen Hauptbahn (Wien–)Spielfeld-Straß–Maribor–Ljubljana–Triest (ursprünglich war das die k.k. Südliche Staatsbahn) mit den jeweils eingleisigen Strecken aus Tarvisio bzw. Villach und aus Karlovac. Das Bahnhofsgebäude steht am Trg Osvobodilne Fronte, am nördlichen Rand der Altstadt, und wurde 1849 errichtet, als die Bauarbeiten der Südbahn die Stadt erreichten. 1980 wurde das Gebäude unter Leitung des Architekten Marko Mušič renoviert.

## Ausbau Hauptbahnhof
Im Herbst 2024 begannen der Ausbau und die Renovierung des Bahnhofes. Er soll eine langgezogene Unterführung und neu angeordnete Gleise mit überdachten Bahnsteigen bekommen. Das Projekt kostet rund 167 Millionen Euro, die Fertigstellung ist für 2026 geplant. Das Projekt wird mit europäischen Mitteln kofinanziert.

## Verbindungen
Als zentraler Bahnhof der slowenischen Hauptstadt gehen zahlreiche nationale und internationale Zugverbindungen vom Bahnhof Ljubljana ab. Außerdem wird er von diversen Buslinien (z. B. Flixbus, Bus Croatia) bedient.
Nationale Destinationen sind unter anderem:
- Maribor
- Jesenice
- Koper
- Novo mesto
- Celje
- Dobova
- Zidani Most

Internationale Direktverbindungen bestehen nach:
- Zagreb (EN 40237 Lisinski, EC 213 Mimara)
- Wien (EC 150)
- Belgrad (EN 415)
- Budapest (D 247 Zitadelle, D 311 Beute, IC 1247)
- Stuttgart (EN 414 Lisinski, EN 480 Opatija)
- Zürich (EN 40414 Alpine Pearls)
- Villach (D 210 Sava)
- Rijeka (EN 481 Opatija, D 483 Laibach)
- Frankfurt(Main) (EC 212)

## Trivia

Eine Gedenktafel erinnert an den Besuch von James Joyce am 19. Oktober 1904.

Im Oktober 1904 verbrachte der irische Schriftsteller James Joyce (1882–1941) eine Nacht im Bahnhof von Ljubljana auf seinem Weg nach Triest. Zu seinen Ehren wurde ein kleines Denkmal am Bloomsday 2003 eingeweiht.